# Helen Scott (Juristin)
Helen Scott (* 1975 in Südafrika) ist eine britische Juristin. 2022 wurde Scott als 31ter Amtsinhaber und erste Frau auf den seit 1540 bestehenden Regius Chair of Civil Law an der University of Cambridge berufen. Sie ist nach Frances Elizabeth Moran die zweite Frau, die eine Regius-Professur in Rechtswissenschaften bekleidet.

## Leben
Die Tochter von Douglas Scott, einem bekannten südafrikanischen Juristen, studierte von 1993 bis 1995 Jura und Latein an der University of Cape Town und schloss mit einem Bachelor of Law (BA) ab. Sie setzte ihr Studium fort und schloss 1996 mit Auszeichnung in Latein und Griechisch ab. 1997 bis 1998 folgte der Abschluss LL.B. und Griechisch II und III. Scott setzte ihre Studien an der University of Oxford fort. Ihre Lehrer in dieser Zeit waren unter anderen David John Ibbetson und Peter Birks. 2000 schloss Scott mit BCL, 2001 MPhil, 2005 DPhil ab.
Nach ihrem Studium lehrte Scott als Professor of Private Law an der University of Cape Town. Von 2008 bis 2014 hielt sie eine Gastprofessur an der Universität Panthéon-Assas (Paris II), wo sie Common Law und Schadenersatzrecht lehrte. Bis zu ihrer Berufung zur Regius Professur in Cambridge lehrte Scott als Professor of Private Law an der University of Oxford. Dort diente sie auch in der Verwaltung als Vize-Dekan der juristischen Fakultät und als Tutor in der Lady Margaret Hall.

## Forschungsinteressen
Scott untersucht die Rechtsgeschichte und das Schuldrecht aus der Sicht des Römischen Rechts und den Bezügen zum englischen Recht. Kernthemen ihrer Studien sind, wie bei ihrem zeitweisen Lehrer Peter Birks, die unrechtmäßige Bereicherung und die Wirkung der Vorhersehbarkeit auf die Bewertung und das Strafmass. Hier setzen auch vergleichende Studien zwischen dem englischen Common Law und dem Römischen Recht an.

## Privates
Scott ist seit 2012 mit Stephen Wagener verheiratet. Wagener ist ebenfalls Jurist.

## Bibliografie

### Bücher
- 2013: Unjust Enrichment in South African Law: Rethinking Enrichment by Transfer
- 2013: Iniuria and the Common Law mit Eric Descheemaeker
- 2019: Private Law in a Changing World; Hrsg. mit Anton Fagan (Festschrift für Danie Visser)

### Kapitel
- Comparative taxonomy: an introduction in E. Bant, K. Barker und S. Degeling (Hrsg.), Research Handbook on Unjust Enrichment and Restitution
- Change and continuity in the law of unjust enrichment in Helen Scott und Anton Fagan (Hrsg.), Private Law in a Changing World: Essays for Danie Visser
- The Death of Doctrine? - Private-Law Scholarship in South Africa Today in Jürgen Basedow, Holger Fleischer und Reinhard Zimmermann (Hrsg.) Legislators, Judges, and Professors (2016)

### Artikel
- Absolute ownership and legal pluralism in Roman law: two arguments; in Acta JuridicaM; Vol. 2011, No. 1
- Where South African defamation law stands on ‘naming and shaming’; 2013
- Killing and Causing Death in Roman Law
- Interference Without Ownership: The Theft of Incorporeal Money in the South African Law of Unjustified Enrichment; 2021 Acta Juridica